# Chemin de fer du Salève

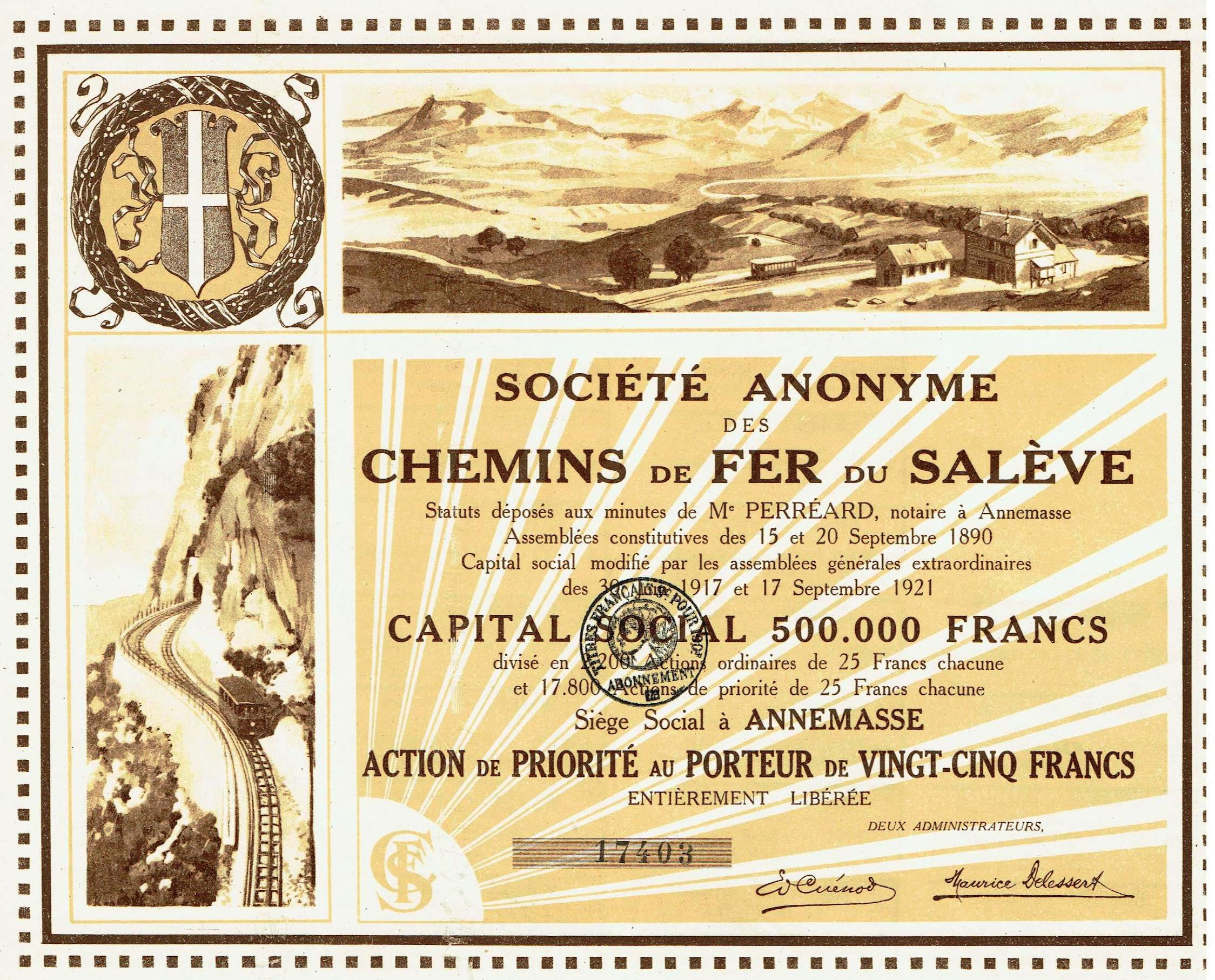
Action de la Chemin de Fer du Salève en date eu 17. Septembre 1921

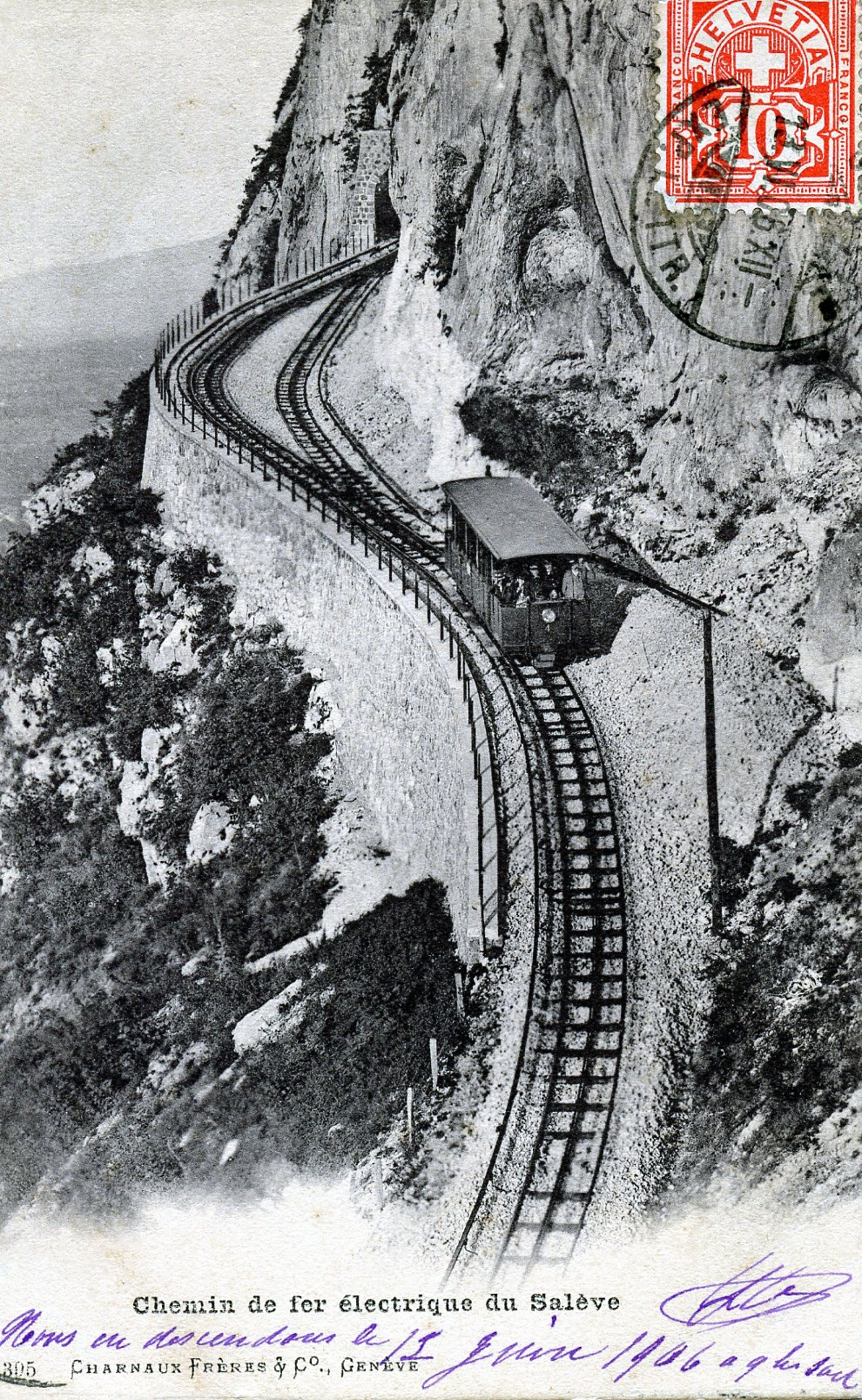
Une rame s'approche de l'évitement dAval-Tunnel, à l'entrée du tunnel du Pas de l'Échelle.
On y distingue clairement la crémaillère, au centre de la voie, et le troisième rail, à l'extérieur de la voie ferrée.

Le Chemin de fer du Salève, surnommé Funiculaire du Salève malgré l’absence de câble de traction, était un chemin de fer à crémaillère électrique, situé sur le mont Salève dans le département de la Haute-Savoie au sud de Genève.
Le chemin de fer a fonctionné  de 1892 à 1935.

## Histoire
Messieurs A. de Meuron et H. Cuénod et Édouard Cuénod, ingénieurs électriciens, obtiennent, le 8 juin 1888, la concession d'un chemin de fer secondaire à voie métrique et à crémaillère, à finalité touristique, sous le régime de la loi de 1880 relative aux voies ferrées d'intérêt local, d'Étrembières au plateau des Treize-Arbres, sur le Grand-Salève. Cette concession est accordée sans subvention publique, et prévoit la possibilité de la création d'une branche reliant Veyrier (en Suisse) à Monnetier-Mornex.
La Société anonyme des Chemins de fer du Salève, fondée en 1891 pour 75 ans à Annemasse, se substitue le 4 juillet 1891 aux concessionnaires initiaux et obtient ensuite la concession de la branche allant de Veyrier à Monnetier-Mornex, déclarée d'utilité publique le 9 décembre 1891. Les deux concessions devaient se terminer le 8 juin 1963.
L'entreprise a, en 1928, son siège social à Monnetier-Mornex, mais son conseil d'administration est constitué principalement de genevois, dont son président, Édouard Cuénod, l'un des trois concessionnaires initiaux du réseau.
L'exploitation cesse complètement en 1935, la concurrence générée par le téléphérique du Salève mis en service en août 1932 ayant définitivement compromis l'équilibre économique du chemin de fer, difficile depuis les années de l'après Première Guerre mondiale.

## Infrastructure

Rails. De gauche à droite :
- type UIC 60,
- type Vignole,
- type Broca ou à gorge, typique des voies de tramway car permettant l'implantation de la voie dans la chaussée,
- type double champignon symétrique,
- et double champignon asymétrique

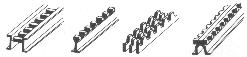
Différents systèmes de crémaillères. De gauche à droite : Riggenbach, Strub, Abt (à 3 lames), Locher

Les lignes à voie métrique électrifiées étaient équipées de crémaillères, système Abt, et de rails type Vignole de 15 kg/m fixés sur des traverses en fer de 1,75 m. de large et écartées de 90 cm, posées sur 30 cm de ballast. La crémaillère, de type Abt, avait une lame pour les sections en rampe inférieure à 12 %, et deux lames lorsque la rampe était supérieure.
Elles formaient une ligne en fourche, les deux sections aval d'Étrembières et de Veyrier se rejoignant à Monnetier-Mairie pour poursuivre à l'amont jusqu'au Salève :
- Étrembières aux Treize-Arbres (5,8 km) - Fonctionne de 1892 à 1932 ;
- Veyrier à Monnetier-Mornex (3,3 km) - Fonctionne de 1894 à 1935.

L'ensemble des lignes avait une longueur de 9,1 km.
Le point le plus bas de la ligne était à l’altitude 551 m, le plus haut à l'altitude 1 142 m. Les rampes atteignaient 250 ‰. Les lignes comprenaient 6,1 km en alignement droit et 3 km en courbes dont le rayon pouvait s'abaisser jusqu'à 30 m.

### Gares et stations
|  |   |   |   |  | Gare/Halte                 | Équipement                              | Correspondances et remarques |  |
|  | - | - | - |  | -------------------------- | --------------------------------------- | --- |  |
|  |   | O |   |  | Treize-arbres              | Buffet. 2 voies en impasse.             | |  |
|  |   | O |   |  | Monnetier - Mairie         | Évitement + Sous-station                | |  |
|  | o |   |   |  | Haut-Morneix (halte)       | Une voie de débord                      | |  |
|  | o |   |   |  | Bas-Morneix (halte)        |                                         | Près de l'Hôtel-Chalet à Bouzanigo |  |
|  | O |   |   |  | Étrembières                | 3 voies en impasse + remise et ateliers | • Gare d'Étrembières - Salève PLM (Ligne de Longeray-Léaz au Bouveret) • Tramway (ligne Annemasse - Étrembières de la Cie gale des tramways suisses) |  |
|  |   |   | o |  | Monnetier - Église (halte) | Évitement                               | |  |
|  |   |   | O |  | Veyrier (Frontière suisse) | 1 voie en impasse + Remise et atelier   | • Gare PLM de Bossey - Veyrier (Ligne de Longeray-Léaz au Bouveret) • Tramway du Chemin de fer Genève-Veyrier                                        |  |

### Alimentation électrique
L'énergie électrique était fournie par la centrale d'Arthaz, sur l'Arve, construite par la compagnie et doté d'un barrage de 60 m. de large et d'une chute d'eau de 3,30 m. La centrale comportait deux turbines Jonval à axes verticaux couplées à deux dynamos Thury de 19 tonnes, qui produisaient directement le courant de traction de 600 volts continu sous 275 ampères, avec une vitesse de rotation de 45 tours par minute. La puissance installée était de 500 ch,. Une troisième turbine, prévue, semble ne pas avoir été installée.
Dès 1892, une ligne électrique aérienne de 1 800 mètres de longueur apportait le courant continu au cœur du réseau, à Monnetier-Mairie. En 1930 les usines du Giffre fournirent le courant alternatif, transformé en courant continu par la nouvelle sous-station à Monnetier-Mairie.
En 1933, la centrale de transformation fut vendue, et le réseau alimenté par le réseau public.
Le captage du courant était assuré par un troisième rail latéral, identique aux rails de la voie ferrée mais retourné et supporté par des isolateurs en porcelaine et surélevé à 20 cm au-dessus de la voie, le retour de courant étant assuré par les rails de la voie.

### Remises et ateliers

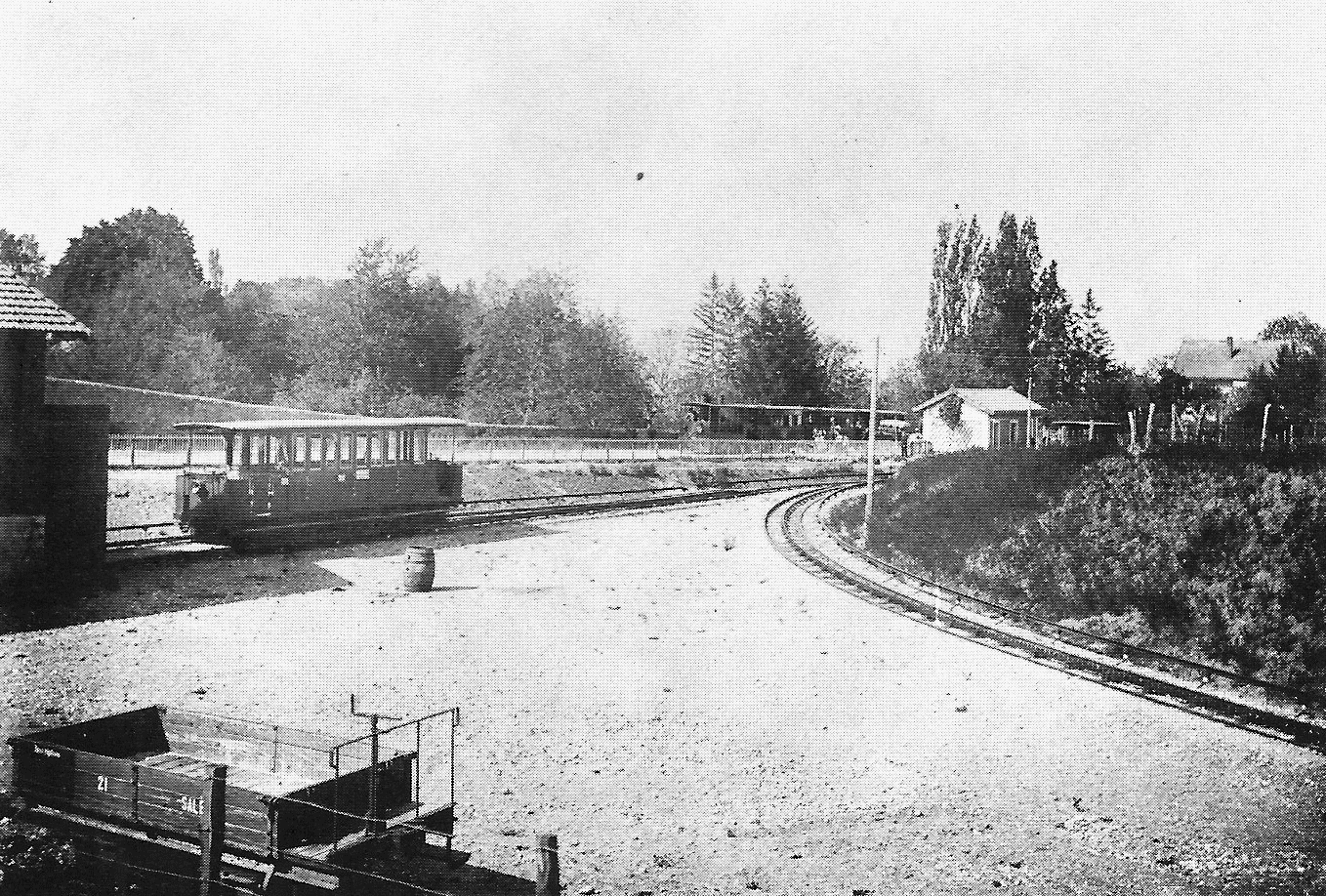
Le terminus de Veyrier en 1895. Au fond la ligne du GV

La compagnie disposait d'un atelier et d'une remise, chacun à deux voies, à Veyrier, et d'une autre remise à deux voies à Étrembières.

### Jonctions
Le chemin de fer était relié :
- à Veyrier, au réseau du PLM (ligne Annemasse - Bellegarde) et au chemin de fer Genève-Veyrier ;
- à Étrembières, au réseau de la Compagnie générale des tramways suisses, (ligne Annemasse -  Étrembières).

Ces jonctions ne disposaient pas d'installations de transbordement pour marchandises.

## Ouvrages d'art
La ligne comprenait un tunnel, dit du Pas de l'Échelle, long de 119 m. et en rampe de 24 % situé entre la gare terminus de Veyrier et la halte de Monnetier-église, un pont de 8 mètres sur les voies du PLM à Veyrier et un autre de 6 mètres entre
Mornex et Monnetier, ainsi que divers ponts et ponceaux plus modestes.
Le nombre important de ces ponts, 23, soit un tous les 247 mètres, s'explique par les contraintes de la crémaillère et du 3e rail qui interdisaient toute traversée à niveau de la voie. Ils avaient tous une travée en fer et des culées en maçonnerie.

## Jardin botanique alpin La Florarina
Le conseil d'administration du chemin de fer du Salève fait appel en 1913 au botaniste suisse Henry Correvon pour concevoir un jardin botanique alpin. Ces derniers sont alors à la mode au début du XXe siècle, à l'image du jardin botanique alpin La Jaÿsinia crée en 1906, et le conseil d'administration considère qu'il permettra d’accroître l'attrait du public pour le Salève et par conséquent la fréquentation du chemin de fer du Salève. Henry Correvon développe un jardin botanique alpin sur un terrain de 6 000 m2 à proximité de la gare des Treize-Arbres qu'il nomma la Florarina. Ce dernier devait être la prolongation salévienne du parc Floraire que le botaniste avait créé à Chêne-Bourg. Il incorpore un grand bassin entouré de rocailles et des plantes provenant de plusieurs massifs dont le Jura, les Alpes, le Caucase, l'Himalaya et les Pyrénées. Le botaniste essaye aussi d'acclimater plusieurs lys japonais ainsi qu’une collection de fougères et d’orchidées de pleine terre. La Florarina possède aussi un petit chalet avec une bibliothèque et une chambre pour les botanistes en visite. Un gardien-jardinier est embauché pour s'occuper du jardin, récolter les graines et conduire les visiteurs. Ces derniers doivent par ailleurs s'acquitter d'un droit d'entrée de 50 centimes pour éviter la sur-fréquentation du site.
Mais l'éclatement de la Première Guerre mondiale entraîne la fermeture de la frontière avec Genève. La mobilisation des hommes pour le conflit laisse le jardin à l'abandon alors que les plantes nécessitaient un arrosage régulier pour permettre leur enracinement. « À la fin de la guerre, notre pauvre jardin qui avait tant coûté de peine et d’argent n’était plus qu’une ruine et nous dûmes renoncer » explique Henry Correvon. La fréquentation en chute libre et la situation financière catastrophique de la compagnie après le conflit entraine l'arrêt du jardin botanique alors en grande partie détruit.

## Exploitation

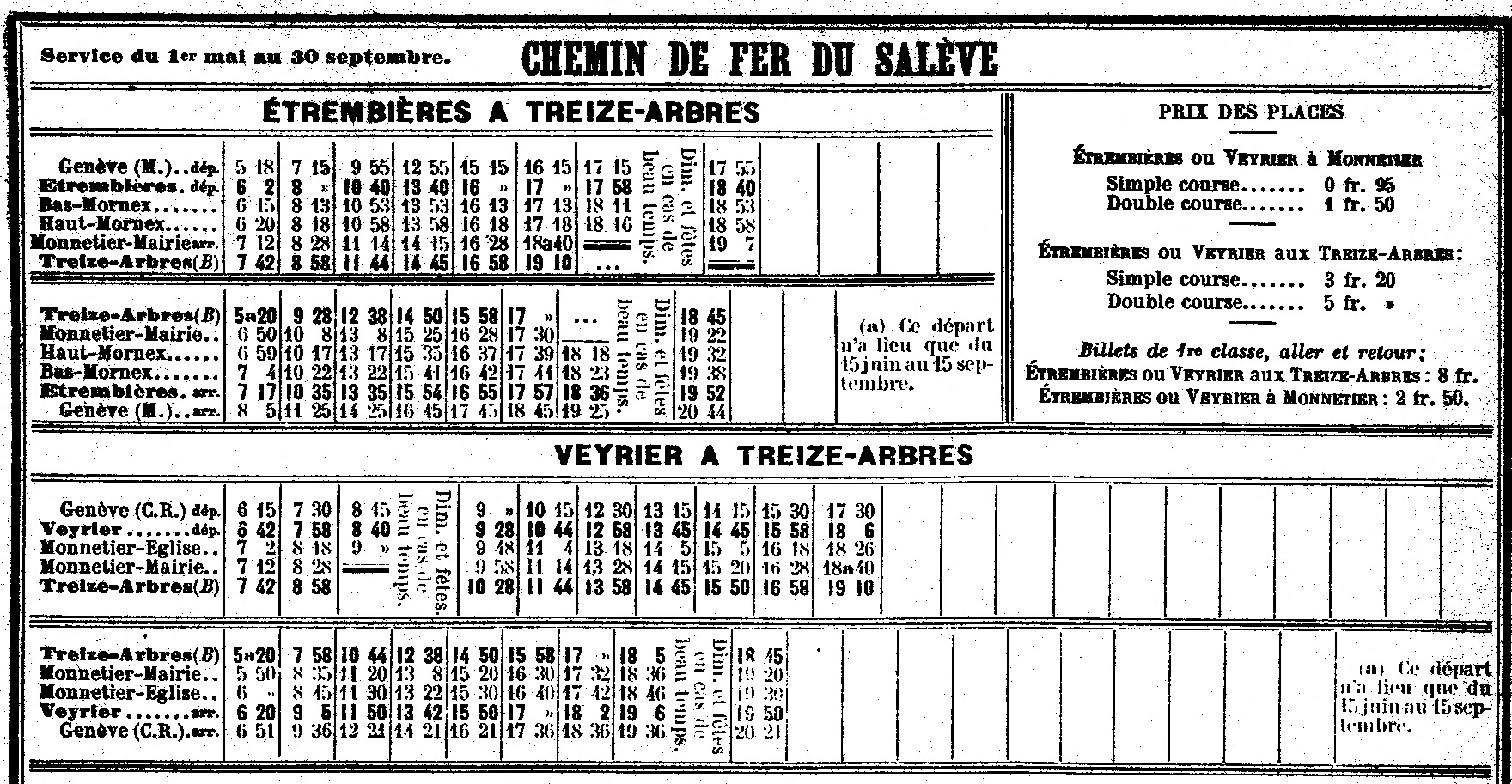
Horaires du réseau en mai 1914.
Noter le nombre de circulations, bien supérieur aux 4 allers-retours imposés par les concessions.

Les cahiers des charges des deux concessions prévoient la circulation d'au moins quatre trains par jour sur chaque branche, mais stipulent « vu le but spécial de la ligne projetée, qui est le transport de personnes voyageant pour leur agrément, ce nombre pourra varier suivant les saisons, sur proposition du concessionnaire et après décision du préfet ».
Les rames n'avaient qu'une seule classe, et leurs voitures devaient être fermées et sans impériale. Un décret de 1895 autorisera toutefois la création de compartiments de « places de luxe ».
Les rames au départ de Veyrier et d'Étrembières se rejoignaient à la gare de jonction de Monnetier - Mairie, où elles poursuivaient ensemble vers les Treize-Arbres, à moins que l'affluence ne nécessitât qu'une seule motrice, l'autre restant alors en gare.

### Matériel roulant

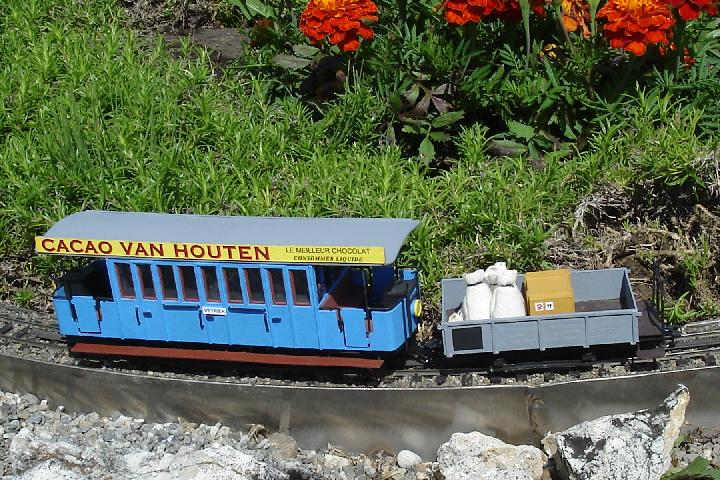
Automotrices à crémaillère échelle 0e dans un jardin à Hindelbank en Swiss, 2007.

- 12 automotrices de 40 places[4] à 3 essieux, longues de 8,50 mètres, larges de 2,10 mètres et hautes de trois mètres au-dessus du rail, avec une masse à vide à vide 10,4 tonnes. Construites par Schweizerische Industrie Gesellschaft (SIG) à Neuhausen am Rheinfall et par la Compagnie de l'Industrie Électrique et Mécanique (CIEM) à Genève (prédécesseur de la Société anonyme des ateliers de Sécheron [SAAS])[14] ;
- 6 wagonnets de 6 tonnes à 2 essieux immatriculés 20 à 25, utilisés pour le transport des marchandises ou transformées en citernes[14]. En 1928, il n'en restait que cinq[4]. Ils étaient principalement utilisés pour les besoins de l'entreprise : transport de ballast, d'outils, de pièces détachées[14]...

Les automotrices étaient dotées de trois systèmes de freinage :
- Frein électrique instantané,
Le freinage étant obtenu en inversant les moteurs, au prix de violentes secousses ;
- Frein rhéostatique
Le freinage étant obtenu par l'utilisation des moteurs comme des génératrices dont le courant était envoyé dans des résistances situées initialement en dessous des automotrices, puis en toiture vers 1910 ;
- Frein à main mécaniques
 Actionnées par des manivelles situées à chaque poste de conduite, et actionnant des freins à tambours fixés sur l'axe des moteurs[14].

## Vestiges et matériels préservés

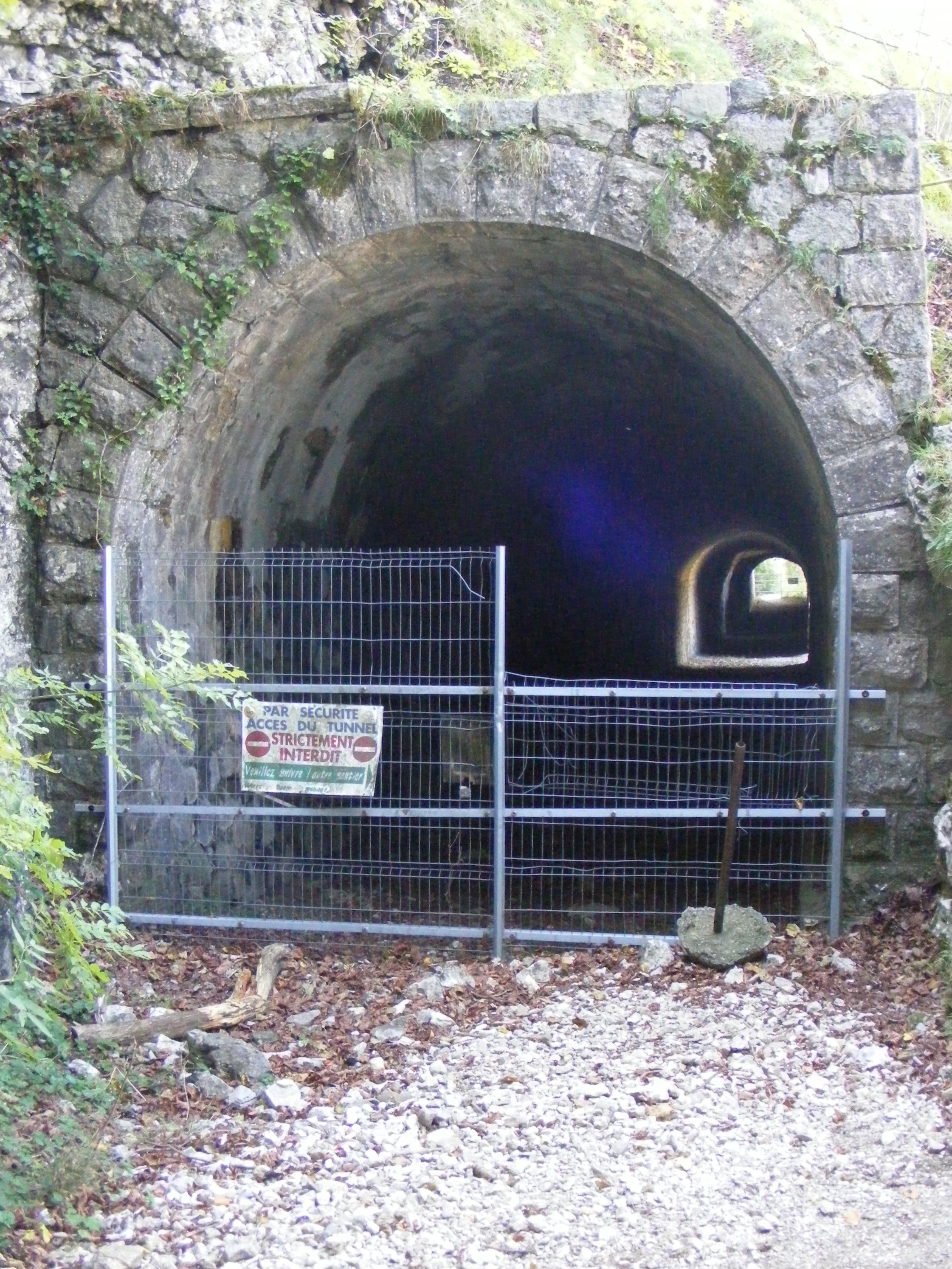
Le tunnel du Pas de l'Échelle, en 2012.
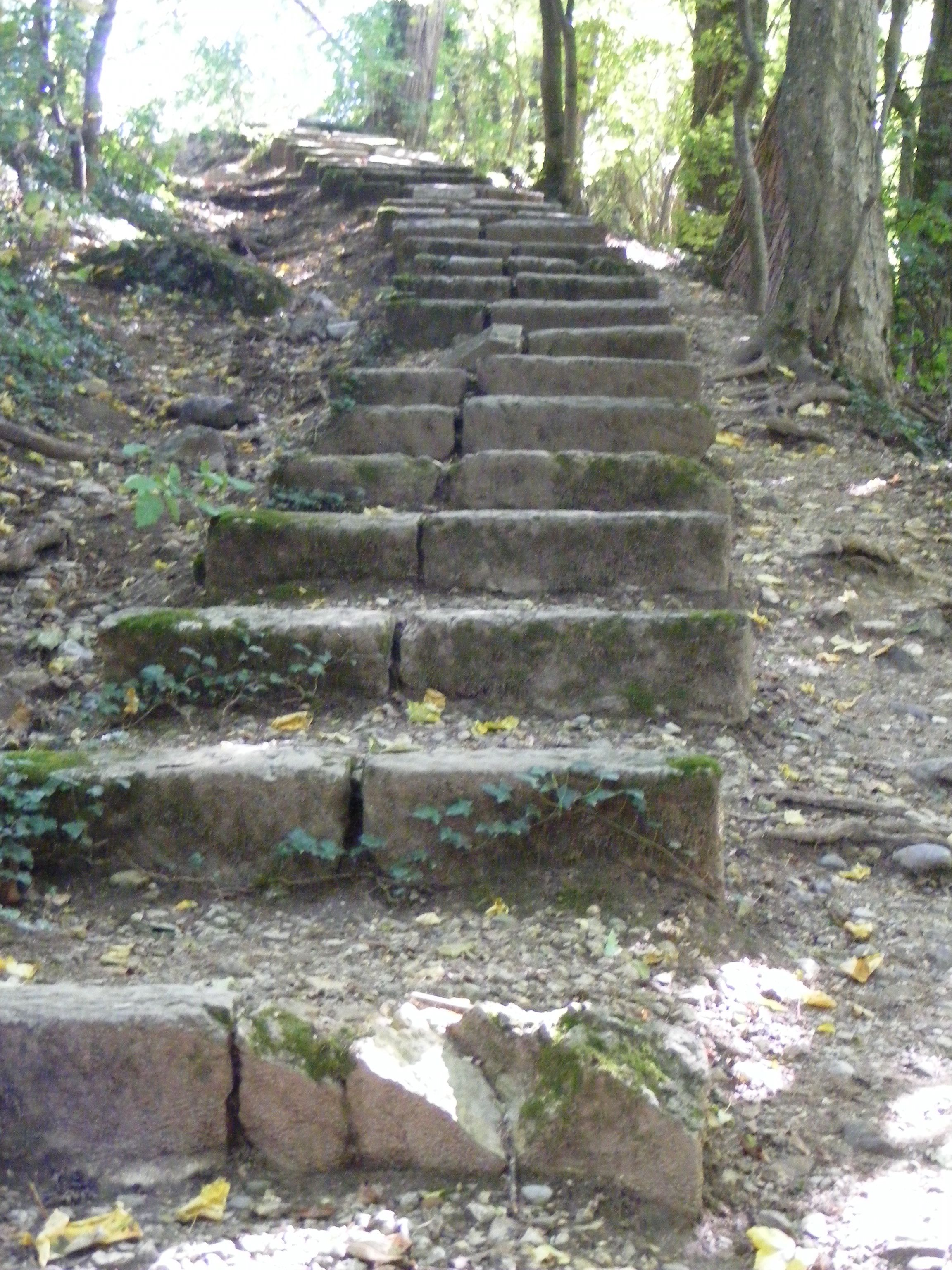
Escalier du Pas de l'Échelle, en 2012. La plate-forme de la voie, située à droite de cet escalier de 100 marches construit en 1893, est encore visible.

Parmi les 23 ponts sur le trajet des deux lignes, 11 sont encore préservés. Quelques collectionneurs conservent de rares vestiges de la voie ferrée : rails, traverses, crémaillères, boulons... Des automotrices, il ne reste qu'une main montoir de 40 cm de longueur.